# Японські телесеріали
Японські телесеріали або дорами (яп. テレビドラマ — теребі дорама, походить від англ. television drama — телевізійна драма) — телесеріали на японському телебаченні. Дорами введені до програми японського телебачення після Другої світової війни, в 1953 році. Популярність вони здобули наприкінці 1980-х — на початку 1990-х років і стали в Японії культовими телепрограмами. Якщо порівняти їхню популярність у Японії з популярністю «мильних опер» у США, то перегляди дорам в Японії становили більшу кількість переглядів.
Дорами близькі до класичних телесеріалів, що знімаються на Заході, наприклад, у США — невелика кількість серій у сезоні, на запис однієї серії йде більше часу, ніж звичайно для серіалів. Кількість серій-епізодів — від 4 («Рок, рок, рок», 2010) до 54 («Перлина палацу», 2003), а інколи й більше. Середні найбільш поширена кількість — 10-16 серій у сезоні дорами. Інколи знімаються спешл-серії або навіть повнометражні фільми на основі популярних телесеріалів як доповнення до них.
Дорами можуть зніматися як за самостійним сценарієм, так і за мангою чи аніме — в такому випадку дораму називають «лайв-екшн» (англ. live-action): GTO (Great Teacher Onizuka) («Великий учитель Онідзука»), «Наш секрет» — усі емоції перебільшені, мова стилізована, а персонажі мають певні типажі.

## Ознаки
Якість дорам сильно варіюється від низькобюджетних до серіалів-рекордсменів.
У більшості випадків сюжет охоплює практично всі телевізійні жанри, однак переважає романтична сюжетна лінія. У дорами діалог і виконавець перебувають на передньому плані. Вони, як правило, мають закінчену думку, але є серії, які завершуються на кульмінаційному моменті, аби зацікавити глядача.
Більшість дорам мають реалістичний сюжет, тим не менш, можуть містити фантастичні елементи, що також зустрічається в американських або німецьких серіалах. Наприклад, іноді дія відбувається у квартирах або будинках, що японське населення не змогло б собі дозволити через свій зріст та жагу до розкоші.

## Показ
На додаток до дорами «стандартного формату» існують й інші форми:
- 2-годинна драма у вечірній час
- 30-хвилинна драма у другій половині дня, яка триває 3-6 місяців
- 15-хвилинна дорама NHK уранці, яка триває один рік щодня з понеділка по суботу; називається Renzoku Terebi Shosetsu (連続テレビ小説, «Продовження телевізійних сюжетів») або скорочено Asadora (朝ドラ, «ранкова драма»)
- 45-хвилинна історична драма NHK, що має назву тайґа драма — транслюються протягом усього року один раз на тиждень у неділю.

Історичні дорами й фільми, як правило, називаються дзідайгеками.
Тривалість стандартного сезону цих серіалів — 3 місяці (приблизно 11-12 серій). Сезони розрізняють за порами року: зимовий (з січня по березень), весняний (з квітня по червень), літній (липень—вересень), осінній (жовтень—грудень). Серії показують переважно 1-2 рази на тиждень, або у вихідні, або в один із будніх днів уранці й удень. Хоча дорами можуть показувати й по буднях увечері, якщо серій понад 16.

## Жанри
Найпопулярніші:
- історичні драми, або як їх ще називають таіґа дорама, найчастіше цей жанр зустрічаються в Кореї. Інколи поєднують у собі й жанр самурайського бойовика («Іль Чжі Ме», 2008);
- звичайні бойовики («Міський мисливець», 2011);
- драма («Марс», 2004, «Один літр сліз», 2005);
- мелодрама («Заборонене кохання», 1999, «Сумна історія кохання»; 2003);
- комедія («Гокусен», 2003);
- трилер («Біле Різдво», 2011);
- школа («Просунення Нобути», 2005);

Але найпопулярнішим жанром залишається романтика (рен-ай), адже основною глядацькою аудиторією цих серіалів є молоді дівчата віком 16-20 років і молодше. Крім цього зустрічаються телесеріали жахів, про спорт, музичні, яой, юрі і навіть такі як буденність і гендерна інтрига (хлопець переодягається в дівчину чи навпаки — переважно комедії).

## Акторський склад
Тривалість дорам в один сезон дозволяє багатьом відомим кінозірками спробувати себе в нових ролях. Це не рідкість, що один актор грає протягом своєї кар'єри в більш ніж 20 різних дорамах.
При виборі актора на певну роль рівень популярності часто є важливішим за якість акторської гри. Також актори дорами можуть бути представниками інших сферах діяльності: акторами дорам часто стають співаки та музиканти. Ця тенденція посилилася з кінця 1980-х років і частково відповідає за поточну популярність драми. Одним із прикладів є Кімура Такуя, член джи-поп-групи SMAP, що знімався в дорамах початку 1990-х років після обрання до рейтингу найбільш сексуальних чоловіків азійських країн.

### Спонсори
У кінці серії, в титрах, партнери представляються в певній послідовності, відповідно до наданої фінансової підтримки.
З урахуванням інтересів спонсорів, які будуть розглянуті в самій дорамі. Наприклад, якщо продукти спонсора будуть використовуватися акторами в серії, то продукції конкурентів там немає. Іноді може статися так, що спонсори просять про їхню підтримку відповідно до власних вимог.

### Музика
Кожна дорама має спеціально складену пісню, яку грає під час дії, та особливо напружених моментів як фонову музику. Тематичні пісні співають японською мовою японськими співаками, часто одним з акторів, який є деяким винятком, також тут часто використовується популярна англійська музика. Особливо пісні з відомої дорами часто досягають сходинки номер один у японських музичних чартах і також стають швидко хітами в караоке.
Одним з прикладів є дорама Hana Yori Dango, супровідна пісня з якої у виконанні Мацумото Дзюна з групи Arashi, який грав у дорамі головну роль, стала за хітом.

### Реклама
Одна серія дорами налічує близько чотирьох рекламних пауз, кожна з яких триває майже дві хвилини (рекламні ролики продаються в Японії в тривалості 15 секунд). У комерційних шоу актори часто рекомендують ту чи іншу продукцію.

### DVD-диски
Протягом 1990-х років, маркетинг DVD-дисків, що випускаються у продаж незабаром після трансляції відповідного серіалу, став дуже важливим.

## Дорами за межами Японії
У США дорами транслюються в оригінальній версії з англійськими субтитрами, а також в районах, де живуть багато японських емігрантів, наприклад, на Гаваях.
Дорами й схожі за форматом серіали також знімаються й в інших країнах Східної Азії, зокрема у Південній Кореї, Китаї (КНР), Китайській Республіці (Тайвань) та Гонконзі. Телесеріал там відрізняється тривалістю епізоду та їхньою загальною кількістю. Якщо для японської дорами стандарт — 45 хвилин, а година — то вже задовго, то для корейської дорами 60 хвилин — то мінімальна довжина серії. Але деякі канали при показі ділять таку серію на дві частини. Китайські серіали часто налічують кілька десятків епізодів, тому що дія розгортається дуже повільно. Дуже багато китайских серіалів базується на фентезійних романах про чарівників та воїнів міфічного Давнього Китаю. Приклад — популярна у всій Азії дорама «Неприборканий: Повелитель Ченьцин», що є екранізацією відомого роману «Магістр диявольського культу» Мосян Тунсю.

## Іноземні серіали
Це, ймовірно, більше в комерційних інтересах телевізійних станцій, що в ефірний час на наземних телевізійних каналах в Японії показують серіали виключно вітчизняного виробництва. За останні десять років було показано тільки три іноземні серії The X-Files і Chicago Hope (які були продані в короткі терміни) зі Сполучених Штатів, а у 2003 році неймовірно успішним став серіал Південної Кореї Зимова соната, що спричинив у країні масове захоплення південнокорейською популярною культурою, яке отримало назву Корейська хвиля.
Ті, хто хочуть дивитися в Японії іноземні телесеріали, повинні підключатися до менш поширених кабельних або супутникових каналів.